# Gimel VD
| VD ist das Kürzel für den Kanton Waadt in der Schweiz. Es wird verwendet, um Verwechslungen mit anderen Einträgen des Namens Gimel zu vermeiden. |

Gimel ([ʒimɛl], im einheimischen frankoprovenzalischen Dialekt [(a) ʣəˈmœː]) ist eine politische Gemeinde im Distrikt Morges des Kantons Waadt in der Schweiz.

## Geographie
Gimel liegt auf 730 m ü. M., sechzehn Kilometer westlich der Bezirkshauptstadt Morges (Luftlinie). Das Haufendorf erstreckt sich leicht erhöht über dem Tal der Saubrette, am Jurasüdfuss und auf dem vorgelagerten Jurafussplateau.
Die Fläche des 18,9 km² grossen Gemeindegebiets umfasst einen Abschnitt des Jurasüdhangs und des Waadtländer Juras. Der südliche Gemeindeteil wird von der Talniederung der Saubrette, eines Seitenbachs der Aubonne, eingenommen. Ganz im Süden umfasst das Gebiet einen kleinen Abschnitt des Jurafussplateaus mit dem Bois des Ursins und dem Bach Ruisseau des Rotières (bildet teilweise die Südgrenze). Daneben besitzt Gimel einen kleinen Anteil am Tal Prévondavaux, das einst dem eiszeitlichen Rhonegletscher als Schmelzwasserrinne diente. Nach Norden erstreckt sich der Gemeindeboden über den Mont Chaubert (1090 m ü. M.), eine dem Jura vorgelagerte Waldhöhe, und das dicht bewaldete Quellgebiet des Toleure bis auf den Kamm der Antiklinale der Mont-Tendre-Kette. Die Nordgrenze verläuft auf dem Pass Col du Marchairuz und über die Monts de Bière, auf denen mit 1490 m ü. M. der höchste Punkt von Gimel erreicht wird. Die einzige grössere Waldlichtung auf dem Kamm ist der Pré d’Aubonne, eine typische Jurahochweide mit den einzeln oder in Gruppen stehenden Fichten. Von der Gemeindefläche entfielen 1997 5 % auf Siedlungen, 62 % auf Wald und Gehölze, 32 % auf Landwirtschaft, und etwas weniger als 1 % war unproduktives Land.
Zu Gimel gehören die Weiler La Rosière (731 m ü. M.), Sept-Fontaines (741 m ü. M.) und Bauloz (840 m ü. M.), alle am Hang des Mont Chaubert gelegen, sowie zahlreiche Einzelhöfe. Nachbargemeinden von Gimel sind Bière, Saubraz, Aubonne, Essertines-sur-Rolle, Saint-Oyens, Longirod, Saint-George und Le Chenit.

## Bevölkerung
Mit 2470 Einwohnern (Stand 31. Dezember 2023) gehört Gimel zu den mittelgrossen Gemeinden des Kantons Waadt. Von den Bewohnern sind 88,7 % französischsprachig, 2,7 % deutschsprachig und 2,4 % italienischsprachig (Stand 2000). Die Bevölkerungszahl von Gimel belief sich 1850 auf 820 Einwohner, 1900 auf 797 Einwohner. Seither wurde ein kontinuierlicher Anstieg der Bevölkerungszahl verzeichnet.

## Wirtschaft
Gimel war bis zu Beginn des 20. Jahrhunderts ein vorwiegend durch die Landwirtschaft geprägtes Dorf. Heute spielt die Landwirtschaft als Erwerbszweig der Bevölkerung nur noch eine untergeordnete Rolle. Auf den landwirtschaftlichen Flächen am Jurafuss herrscht Ackerbau vor, während auf den Hochlagen Viehzucht und Milchwirtschaft betrieben wird. Aufgrund der grossen Waldfläche hat auch die Forstwirtschaft eine gewisse Bedeutung. Weitere Arbeitsplätze sind im lokalen Gewerbe (Handwerksbetriebe) und im Dienstleistungssektor vorhanden. In den letzten Jahrzehnten hat sich das Dorf zu einer Wohngemeinde entwickelt. Viele Erwerbstätige sind deshalb Wegpendler, die in den grösseren Orten entlang des Genfersees ihrer Arbeit nachgehen.
Ein wichtiger Arbeitgeber ist auch das Hôpital psychogériatrique de Gimel, in welchem 80 Patienten von 110 Angestellten betreut werden.

## Verkehr
Die Gemeinde ist verkehrstechnisch gut erschlossen. Sie liegt an der Hauptstrasse, die von Aubonne via Gimel über den Col du Marchairuz in das Vallée de Joux führt. Gimel ist durch die Postautolinien nach Nyon, Rolle und Aubonne mit den Orten am Genfersee verbunden, ein weiterer Postautokurs verkehrt via Bière nach L’Isle.
In der ersten Hälfte des 20. Jahrhunderts war Gimel Endstation der elektrischen Überlandtramlinien Rolle – Gimel (RG, 1898 bis 1938 in Betrieb) und Allaman – Aubonne – Gimel (AAG, 1898 bis 1950 in Betrieb).

## Geschichte
Gimel kann auf eine sehr lange Siedlungstradition zurückblicken. Auf dem Gemeindegebiet wurden Schalensteine aus dem Neolithikum, Spuren aus der Bronzezeit, eisenzeitliche Gräber und Reste einer römischen Niederlassung gefunden. Die erste urkundliche Erwähnung des Ortes erfolgte im Jahr 979 unter dem Namen Gemella. Später erschienen die Bezeichnungen Gimellis (1051), Gemes (1139), Gimelz (1172), Gimez (1265), Gemels (1285), Gemello (1299) und Gymelz (1494). Der Ortsname ist auf das lateinische Wort gemella (Zwilling) zurückzuführen.
Auf dem Gemeindegebiet von Gimel hatten im Mittelalter zunächst die Abtei Saint-Maurice, danach das Kloster Romainmôtier reichen Grundbesitz. Wahrscheinlich kam das Dorf 1357 an die Herren von Aubonne. Seit der Eroberung der Waadt durch Bern im Jahr 1536 teilte Gimel die Geschicke von Aubonne und kam 1701 an die Landvogtei Aubonne. Es bildete darin einen eigenen Gerichtshof. Nach dem Zusammenbruch des Ancien Régime gehörte das Dorf von 1798 bis 1803 während der Helvetik zum Kanton Léman, der anschliessend mit der Inkraftsetzung der Mediationsverfassung im Kanton Waadt aufging. 1798 wurde es dem Bezirk Aubonne zugeteilt.
Im 19. Jahrhundert entwickelte sich Gimel zu einem Kur- und Badeort, nachdem eine alkalische Quelle entdeckt worden war. Dies führte auch zur Verkehrserschliessung mit zwei elektrischen Bahnen von Rolle und Aubonne her.

## Sehenswürdigkeiten
Die bereits im 12. Jahrhundert erwähnte Pfarrkirche Saint-Pierre erfuhr im 17. Jahrhundert eine Umgestaltung. Noch aus dem Mittelalter stammt das Pfarrhaus, das 1956 renoviert wurde. Im Ortskern sind einige Bauernhäuser aus dem 17. bis 19. Jahrhundert erhalten.